# Phạm Chư Nông
Phạm Chư Nông (chữ Hán: 范諸農, ?-498) là vua Lâm Ấp từ năm 492 đến năm 498.

## Trị vì
Sau khi cha mình bị Phạm Đang Căng Thuần giết và chiếm ngôi Lâm Ấp trong suốt 20 năm, năm 492, Phạm Chư Nông giết chết Phạm Đang Căng Thuần giành lại được ngôi báu. Ông được Nam Tề Vũ Đế phong Lâm Ấp vương. Sau khi lên ngôi, vào năm 498, Phạm Chư Nông bị chết đuối năm 498. Phạm Văn Tẩn lên nối ngôi.